# 월요 미스터리 시어터
월요 미스터리 시어터(일본어: 月曜ミステリーシアター)는 TBS 텔레비전 계열에서 매주 월요일의 드라마이다.

## 작품 소개
- 《확증~경시청 수사3과》
- 《이름없는 독》
- 《형사의 눈빛》
- 《은폐 수사》
- 《화이트 랩~경시청 특별과학 수사반~》
- 《베드로의 장례식》
- 《SAKURA~사건을 듣고 여자~》
- 《경부보·스기야마 신타로~기치조지서 사건 파일》